# Scorrano
Scorrano (Scurranu im örtlichen Dialekt) ist eine südostitalienische Gemeinde (comune) mit 6614 Einwohnern (Stand 31. Dezember 2023) in der Provinz Lecce in Apulien. Die Gemeinde liegt etwa 31 Kilometer südsüdöstlich von Lecce im südlichen Salento.

## Geschichte
Mit der Herrschaft der Normannen wechselten sehr häufig die Herren über den Ort. Dies galt auch noch bis zum Ende des Feudalismus in Italien 1806.
Aus archäologischer Sicht sind die beiden Menhire La Cupa (1 und 2) von besonderem Interesse. Es handelt sich dabei um 3,5 Meter (La Cupa 2) und 3,9 Meter (La Cupa 1) hohe quadratische Säulen (La Cupa 1: 0,4 m × 0,32 m; La Cupa 2: 0,33 m × 0,33 m).

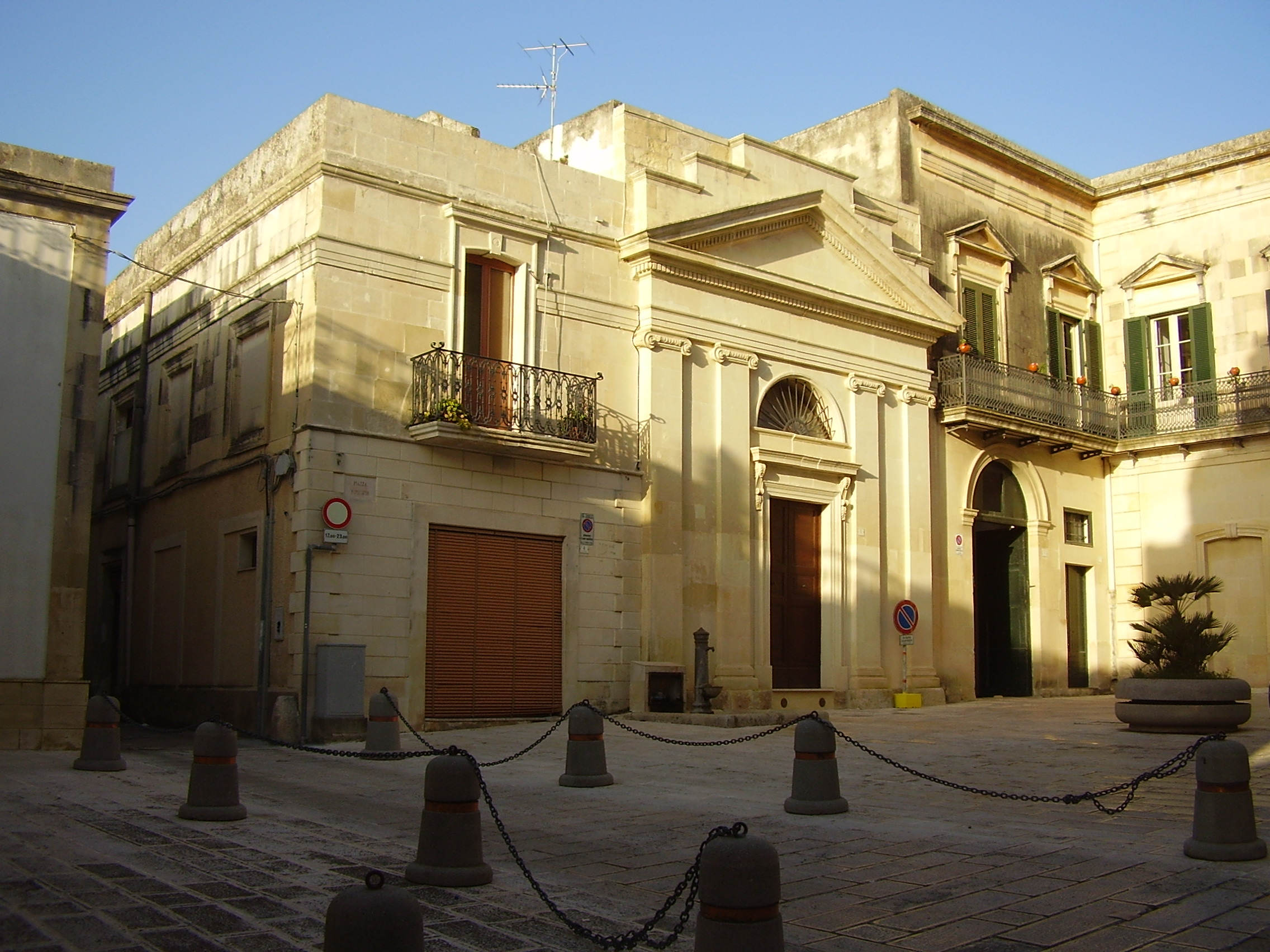
Stadtverwaltung von Scorrano

Überregional hat Scorrano wegen des Heiligenfestes zu Ehren von Santa Domenica Berühmtheit erlangt, das sich jährlich vom 5. bis 7. Juli abspielt. Hier werden sämtliche Hauptverkehrsadern und die Piazza (Vittorio Emanuele) mit Lichterspielen prunkvoll geschmückt. Der Höhepunkt des Festes ist am 6. Juli.
Am Ende des Ritus, der durch jährlich sich ändernde Routen gekennzeichnet ist, wird der Stadtschlüssel vom amtierenden Bürgermeister an Santa Domenica überreicht. Diese Übergabe findet bei der Porta Terra statt, die von den Einheimischen Arco di Santa Domenica genannt wird.
Erwähnenswert sind auch die gebotenen Feuerwerke am Mittag und am Abend des 6. Juli, wobei am Mittag eher auf das Gehör eingegangen wird und am Abend ein Farbspektakel am Himmel ersichtlich ist. Beides ist bei günstiger Wetter- und Windlage auch weit außerorts hör- und sichtbar.

## Persönlichkeiten
- Dolcenera (bürgerlich: Emanuela Trane, * 1977), Sängerin

## Verkehr
Bei Scorrano und Maglie geht die Strada Statale 16 Adriatica in die Strada Statale 275 di Santa Maria di Leuca über. In Maglie befindet sich auch der nächste Bahnhof.